# Кобелев, Виктор Васильевич
Виктор Васильевич Кобелев (род 15 июня 1943 года в городе Кинель Самарской области, РСФСР, СССР) — российский политический деятель, депутат Государственной Думы ФС РФ первого созыва (1993—1995).

## Биография
В 1966 году получил высшее образование в Московском горном институте. В 1969 году окончил Московское высшее техническое училище им. Баумана. Кандидат технических наук.
С 1966 по 1968 год работал инженером. С 1968 по 1974 год проходил службу в армии. Работал в средней школе в Красноярском крае преподавателем НВП, математики и физики. С 1980 по 1992 год работал в Институте повышения квалификации Министерства тяжелого машиностроения СССР преподавателем, проректором института.
В 1993 году избран депутатом Государственной думы Федерального Собрания Российской Федерации первого созыва по избирательному списку ЛДПР, в котором занимал второе место. В Государственной думе был членом комитета по экологии, не входил в депутатские объединения.
На выборах в Государственную думу в 1995 занимал второе место в избирательном списке движения Держава.